# Missen Ridge
Missen Ridge är en bergstopp i Antarktis. Den ligger i Östantarktis. Nya Zeeland gör anspråk på området. Toppen på Missen Ridge är 480 meter över havet.
Terrängen runt Missen Ridge är huvudsakligen kuperad, men söderut är den bergig. En vik av havet är nära Missen Ridge åt sydost. Trakten är obefolkad. Det finns inga samhällen i närheten.